# King: A Filmed Record... Montgomery to Memphis
King: A Filmed Record... Montgomery to Memphis is een Amerikaanse biografische documentaire uit 1970 geregisseerd door Sidney Lumet en Joseph L. Mankiewicz over het leven van Martin Luther King. De film is gemaakt in de stijl van een filmjournaal door een verzameling beeld- en geluidsopnamen van King aan elkaar te monteren. Verder waren ook veel bekende filmsterren ingehuurd die in de film over King spreken.

## Rolverdeling
| Acteur                | Personage |
| --------------------- | --------- |
| Paul Newman           | Zichzelf  |
| Joanne Woodward       | Zichzelf  |
| Ruby Dee              | Zichzelf  |
| James Earl Jones      | Zichzelf  |
| Clarence Williams III | Zichzelf  |
| Burt Lancaster        | Zichzelf  |
| Ben Gazzara           | Zichzelf  |
| Charlton Heston       | Zichzelf  |
| Harry Belafonte       | Zichzelf  |
| Sidney Poitier        | Zichzelf  |
| Bill Cosby            | Zichzelf  |
| Diahann Carroll       | Zichzelf  |
| Walter Matthau        | Zichzelf  |
| Anthony Quinn         | Zichzelf  |
| Leslie Uggams         | Zichzelf  |

## Prijzen en nominaties
De film werd genomineerd voor een Oscar voor beste lange documentaire en werd in 1999 opgenomen in het National Film Registry.